# Жеркувек
Жеркувек (пол. Żerkówek) — село в Польщі, у гміні Бжег-Дольний Воловського повіту Нижньосілезького воєводства.
Населення — 110 осіб (2011).
У 1975-1998 роках село належало до Вроцлавського воєводства.

## Демографія
Демографічна структура станом на 31 березня 2011 року:
|          | Загалом | Допрацездатний вік | Працездатний вік | Постпрацездатний вік |
| -------- | ------- | ------------------ | ---------------- | -------------------- |
| Чоловіки | 53      | 11                 | 35               | 7                    |
| Жінки    | 57      | 14                 | 35               | 8                    |
| Разом    | 110     | 25                 | 70               | 15                   |